# یوتیوب موزیک
یوتیوب موزیک (به انگلیسی: YouTube Music) یک رسانه جاری موسیقی و ویدئو است. یوتیوب موزیک توسط یوتیوب توسعه یافت. یوتیوب موزیک دارای تبلیغات است اما می‌توان با استفاده از طرح‌هایی تبلیغات آن را حذف کرد؛ همچنین شامل موزیک ویدئو های رسمی نیز می‌شود. دسترسی به یوتیوب موزیک در کشورهایی محدود شده‌است.